# Ballognatha typica
Ballognatha typica  (лат.) — вид аранеоморфных пауков из семейства пауков-скакунов (Salticidae). Единственный вид рода Ballognatha.

## Этимология
Название рода состоит из названия родственного рода — Ballus, и + слово из др.-греч. gnath-, что означает «челюсти».

## Распространение
На данный момент вид известен из Монгольского города Каракорум.

## Систематика
Вид и род описан опираясь на единственную молодую особь и экземпляр не поддающийся классификации. Вполне вероятно, что на самом деле это описание ложно и подобного вида не существует, то есть род и вид nomen dubium.